# Kristoffer (Kissi)
Ärkebiskop Kristoffer av Albanien (albanska: Kryepeshkopi Kristofori i Shqipërisë, sekulärt namn Sotir Kissi), född 1881 i Berat, död 18 juni 1958, var ärkebiskop för den albansk-ortodoxa kyrkan från 1937 till 1948. 